# Evolución filética
La evolución filética o anagénesis es aquel proceso evolutivo de especiación por el que a partir de una especie ancestro solo hay una especie descendiente, no hay una bifurcación filética y se mantiene la biodiversidad. Al desaparecer la especie ancestro se habla entonces de extinción filética o pseudoextinción. La anagénesis se contrapone al concepto de cladogénesis, por el que de una especie ancestral se pueden derivar dos o más especies hijas independientes. Son procesos comunes en la evolución de la vida desde su aparición en el planeta.
La evolución filética presenta abundantes problemas a la hora de seguir las secuencias, porque no siempre se cuenta con un registro fósil suficiente para constatar cada uno de los pasos evolutivos. Estas lagunas han dado pie a la defensa de posiciones creacionistas y a numerosos errores, como el término eslabón perdido.

## Definición
La evolución filética es un proceso natural que hace desaparecer a todos los ejemplares de una especie, pero después de haber dejado una descendencia que sigue su propio camino evolutivo como una especie distinta. Este proceso puede ser muy largo porque no suele seguir un progreso lineal en el tiempo, sino que parece avanzar más bien a saltos, según se van produciendo los cambios en el medio ambiente.
Ejemplos de evolución filética existen muchos y autores como Allan Charing (1985, p. 175 y siguientes) afirman que si se considera a este proceso como un tipo de extinción, todas las especies están o estarán extintas antes o después. Un caso es el paso de los Pakicetus a las ballenas actuales, del que se han encontrado y perdido registros fósiles de hasta cuatro especies distintas. Aunque uno de los más conocidos es el del Homo erectus que dio origen a varias especies de homínidos en África y en Asia. En este caso el Homo erectus continuó existiendo e incluso coexistiendo con algunos de los otros homínidos en partes del planeta y durante algunos periodos de tiempo, citado por autores como Savage y Long (1991).

## Controversia en el término
Aunque autores como Emiliano Aguirre (1989, p. 298) utilizan el término «evolución» y también «extinción», a un considerable número de científicos no les agrada utilizar el primero para referirse al proceso por el cual la descendencia de una especie va ocupando el nicho ecológico de sus padres. Tanto es así que el Diccionario de las ciencias de la Tierra solo recoge «evolución filética». La razón esgrimida estriba en que la extinción connota una pérdida de biodiversidad, lo que no sucede con la evolución, incluso se han constatado varios casos en los que la especie progenitora coexista con las hijas durante un cierto periodo de tiempo. Uno de los científicos que abogan por desterrar la palabra extinción es Niles Eldredge, según Aguirre (1989, p. 298). Por su parte, el término anagénesis fue definido por Bernhard Rensch (1960), para después ser utilizado en una definición ligeramente diferente por JS Huxley (1958) y comentado por GG Simpson (1961).

## Problemas para corroborar las evoluciones filéticas
En numerosas ocasiones han pasado varios años e incluso décadas con pocas evidencias de un ejemplar considerado predecesor de una nueva especie, familia, clase o género biológico y ningún registro fósiles de sus descendientes o ascendientes. Un ejemplo de esta situación podría ser el origen de las aves. Durante muchos años se contaba con tres fósiles del género Archaeopteryx y ninguno de otros dinosaurios dotados de algo parecido a plumas que pudiera indicar una evolución hacia estos animales voladores, según Charing (1985).
La falta de registros fósiles ha generado dos conceptos de gran predicamento popular, pero escasa consistencia científica. Por una parte se menciona en numerosas ocasiones el término «eslabón perdido». Esta expresión se le atribuye a creacionistas cuando criticaban la Teoría de la Evolución pidiéndole a Charles Darwin que les mostrara el eslabón perdido entre los seres humanos y los monos. El término ha seguido empleándose, inculcando la idea errónea de que la evolución es un proceso lineal por el cual de una especie deriva otra, cuando se ha comprobado que una especie puede ser el origen de varias que a su vez son el origen de otras que pueden hibridarse en una sola. Es el caso de la evolución humana, donde Homo erectus dio originen a varios homínidos más, algunos de los cuales terminaron hibridándose con el hombre actual, caso de Homo sapiens y Homo neanderthalensis. Esta postura la defienden autores como Savage y Long (1991).
Esta carencia de registros también se ha convertido en un puntal para los defensores del creacionismo, como Cesar Vidal. Según los defensores del llamado diseño inteligente la mencionada evolución de las especies no está sustentada con evidencias que confirmen un proceso paulatino. Pero estas ausencias no solo han sido advertidas por los defensores de un diseñador. La falta de pruebas sobre un cambio progresivo también ha hecho reconsiderar en parte la teoría de la evolución. Se ha pasado de verla como un proceso más o menos lineal y sostenido en el tiempo, a un cambio por saltos repentinos, es decir, que las especies pueden permanecer inmutable durante decenas o cientos de miles de años y, de repente, dar un salto evolutivo considerable.